# トリムタブ (バックミンスター・フラー)

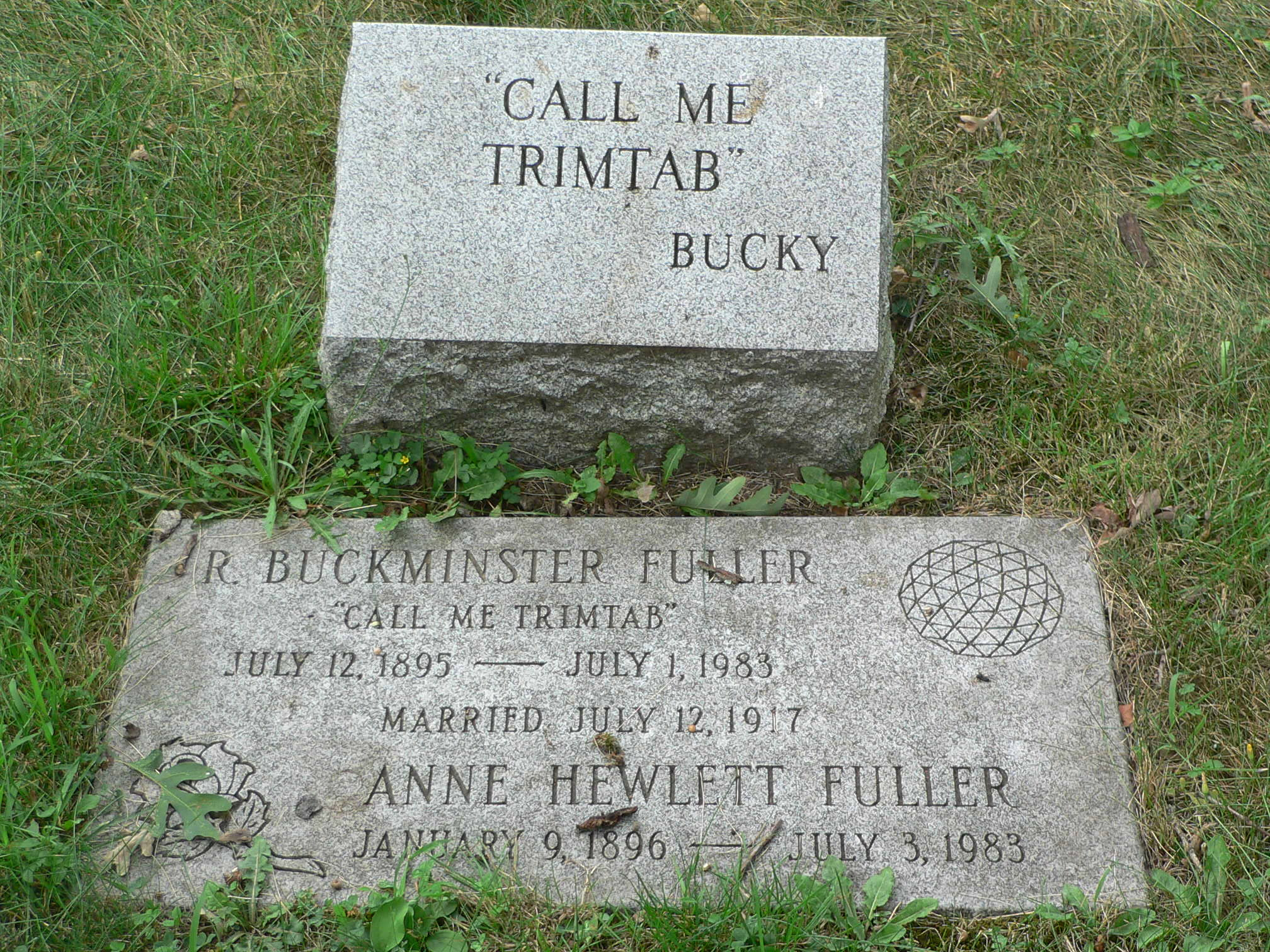
"CALL ME TRIMTAB"と刻まれた墓石

バックミンスター・フラーが提唱したトリムタブとは、小さな部分が、巨大な全体をわずかな力で動かす働きのことを指し、彼の思想で頻繁に使用された概念である。
本来のトリムタブとは、船舶において舵自体につける更に小さな舵のことをいう。これになぞらえて、フラーはか弱い個人でも最大限の決意を持って正しいことを行えば、人類という巨大な船を動かしうると主張した。
彼の墓標にも「Call me trimtab」という碑が刻まれていることからも、彼が自らの存在を「トリムタブ」と見なしていたことがうかがえる。